# Kassina
Kassina és un gènere de granotes de la família dels hiperòlids que es troba a l'Àfrica subsahariana.

## Taxonomia
- Kassina arboricola (Perret, 1985)
- Kassina cassinoides (Boulenger, 1903)
- Kassina cochranae (Loveridge, 1941)
- Kassina fusca (Schiøtz, 1967)
- Kassina jozani (Msuya i cols., 2006)
- Kassina kuvangensis (Monard, 1937)
- Kassina lamottei (Schiøtz, 1967)
- Kassina maculata (Duméril, 1853)
- Kassina maculifer (Ahl, 1924)
- Kassina maculosa (Sternfeld, 1917)
- Kassina mertensi (Laurent, 1952)
- Kassina schioetzi (Rödel, Grafe, Rudolf & Ernst, 2002)
- Kassina senegalensis (Duméril i Bibron, 1841)
- Kassina somalica (Scortecci, 1932)